# گاه‌شماری سلتی
گاه‌شمارِ سلتی یا سلتیک یا کلتیک، یک گاه‌شمار و مجموعه‌ای از سیستم‌های پیشامسیحیتِ سلتی و گاهشمارِ کُلینی است که بوسیلهٔ کشورهای سلتی برای تعیینِ آغاز و پایانِ روز، هفته، ماه، سال و فصلها بکار می‌رفت.

## تقویم سلتی
تقویم سلتیک حاصل آمیخته شدن سیستم‌های سلتی پیش از مسیحیت است که شامل تقویم کلینی است که توسط کشورهای سلتی برای تعیین آغاز و طول روز، هفته، ماه، فصول، یک چهارم روز و فستیوال استفاده می‌شد.

## تقویم قاره ای سلتیک
تقویم کلینی گالی احتمالاً قدیمی‌ترین تقویم شمسی / قمری آیین و تشریفات سلتی است که در کلینی فرانسه کشف شده و اکنون در موزه Palais des Arts Gallo-Roman در Lyon نمایش داده می‌شود. این تقویم از قطعات بزرگ برنز، در یک صفحه بزرگ ساخته شده که در گالیس با علامت‌های لاتین و اعداد رومی استفاده می‌شد.
تقویم کلینی قصد دارد که چرخه ماه و خورشید را با یکدیگر هماهنگ سازد مانند تقویم گرگوی مدرن.
با این حال، تقویم کلینی صورت ماه را مهم می‌داند و هر ماه همیشه با همان صورت ماه شروع می‌شود.
این تقویم برای حفظ تقویم معمولی ۱۲ماهه از نظم ریاضی استفاده می‌کند که با ماه هماهنگ است و کل این سیستم را نیز با افزودن یک ماه اضافه در هر ۲ ۱/۲ سال هماهنگ نگه می‌دارد.
تقویم کلینی یک چرخه پنج ساله از ۶۲ ماه را ثبت می‌کند که هر دو هفته (یا نیمه ماه) تقریباً «روشن» و «تاریک» هستند. ماه‌ها احتمالاً برای شروع ماه نو آغاز شدند، و یک ماه تعطیل ۱۳ ماهه هر دو سال و نیم به هر سال اضافه شد.
فرمت نجومی سال تقویم که تقویم کلیگین را نشان می‌دهد ممکن است بسیار قدیمی تر باشد، زیرا تقویم معمولاً محافظه کارانه تر از مناسک و آیین‌ها هستند. تاریخ آغاز آن ناشناخته است، اما مطابقت تقویم جزیره سلتیک و قاره ای سلتیک نشان می‌دهد که برخی از فرم‌های اولیه ممکن است به زمان پروتکل سلتی تقریباً ۸۰۰ سال قبل از میلاد برسد. تقویم کلینی هماهنگ سازی پیچیده ماه‌های خورشیدی و ماه را انجام می‌دهد. این که آیا این کار را به دلایل فلسفی یا عملی انجام می‌دهد، به میزان قابل توجهی از پیچیدگی اشاره می‌کند.

## تقویم قرون وسطی ایرلندی و ولز
در میان سلت‌های ساحلی، سال به نیمه نور و نیمه تاریک تقسیم شد.

## شرایط تقویم بومی در زبان سلتیک
بسیاری از اصطلاحات تقویم و زمان نگهداری که در زبان‌های سلتی قرون وسطی و مدرن مورد استفاده قرار می‌گیرند از لاتین قرض گرفته شده و تأثیر فرهنگ رومی و مسیحیت را بر کلیساهای جزیره نشان می‌دهند. واژه‌های قرض گرفته شده عبارتند از نام ماه Januarius (ایرلندی قدیمی Enáir، ایرلندی Eanáir، ویلز Ionawr), Februarius (فیرائیان قدیمی ایرلندی، ایرلندی Feabhra، ولز Chwefror)، مارتیوس (قدیمی ایرلندی مارت، ویلز مورث)، Aprilius (ایرلندی قدیمی Apréil، ایرلندی Aibreán، ولز آبریل)، مأیوس (ویلز مای)، آگوستوس (Auguist Old Irish, Welsh Awst)؛ اسامی روزهای هفته Solis, Lunae, Martis, Mercurii, Jovis, Veneris, Saturni؛ اصطلاح سپتیمای "هفته" (Breton sizun, Cornish seithun), Kalendae "اولین روز ماه" (Old Ireland callann, Calais vales, Breton kala)، زمان "tempore" (تمسس ولز)، matutina
در نئوپقانیسم
در برخی ادیان نئوپگان، یک "تقویم سلتیک" به آسانی بر اساس قرون وسطی ایرلند به منظور اهداف مراسم دیده می‌شود. پیروان سنت‌های بازسازی کننده می‌توانند جشن‌های چهار گله ای از سامحاین، ایمولک، بلاتین و لوخناساد را جشن بگیرند
برخی از Neopagansهای عجیب و غریب مانند Wiccans، جشنواره‌های آتش گائی را با استفاده از گل سرخ و جشن‌های اعتدالی به دست می‌آورند که از فرهنگ‌های غیر سلتیسی ساخته شده‌اند تا برای تولید مدرن ویلای سال نو [۱۲] بعضی از Neopagansهای عجیب و غریب نیز تحت تأثیر تقویم درخت سلتیک رابرت گریوز هستند، که در تقویم‌های تاریخی یا طالع بینی واقعی سلطنتی سلطنتی هیچ پایه ای ندارد.
تقویم سلتیک حاصل آمیخته شدن سیستم‌های سلتی پیش از مسیحیت است که شامل تقویم کلینی است که توسط کشورهای سلتی برای تعیین آغاز و طول روز، هفته، ماه، فصول، یک چهارم روز و فستیوال استفاده می‌شد.
تقویم قاره ای سلتیک
تقویم کلینی گالی احتمالاً قدیمی‌ترین تقویم شمسی / قمری آیین و تشریفات سلتی است که در کلینی فرانسه کشف شده و اکنون در موزه Palais des Arts Gallo-Roman در Lyon نمایش داده می‌شود. این تقویم از قطعات بزرگ برنز، در یک صفحه بزرگ ساخته شده که در گالیس با علامت‌های لاتین و اعداد رومی استفاده می‌شد.
تقویم کلینی قصد دارد که چرخه ماه و خورشید را با یکدیگر هماهنگ سازد مانند تقویم گرگوی مدرن.
با این حال، تقویم کلینی صورت ماه را مهم می‌داند و هر ماه همیشه با همان صورت ماه شروع می‌شود.
این تقویم برای حفظ تقویم معمولی ۱۲ماهه از نظم ریاضی استفاده می‌کند که با ماه هماهنگ است و کل این سیستم را نیز با افزودن یک ماه اضافه در هر ۲ ۱/۲ سال هماهنگ نگه می‌دارد.
تقویم کلینی یک چرخه پنج ساله از ۶۲ ماه را ثبت می‌کند که هر دو هفته (یا نیمه ماه) تقریباً «روشن» و «تاریک» هستند. ماه‌ها احتمالاً برای شروع ماه نو آغاز شدند، و یک ماه تعطیل ۱۳ ماهه هر دو سال و نیم به هر سال اضافه شد.
فرمت نجومی سال تقویم که تقویم کلیگین را نشان می‌دهد ممکن است بسیار قدیمی تر باشد، زیرا تقویم معمولاً محافظه کارانه تر از مناسک و آیین‌ها هستند. تاریخ آغاز آن ناشناخته است، اما مطابقت تقویم جزیره سلتیک و قاره ای سلتیک نشان می‌دهد که برخی از فرم‌های اولیه ممکن است به زمان پروتکل سلتی تقریباً ۸۰۰ سال قبل از میلاد برسد. تقویم کلینی هماهنگ سازی پیچیده ماه‌های خورشیدی و ماه را انجام می‌دهد. این که آیا این کار را به دلایل فلسفی یا عملی انجام می‌دهد، به میزان قابل توجهی از پیچیدگی اشاره می‌کند.

## تقویم قرون وسطی ایرلندی و ولز
در میان سلت‌های ساحلی، سال به نیمه نور و نیمه تاریک تقسیم شد.

## شرایط تقویم بومی در زبان سلتیک
بسیاری از اصطلاحات تقویم و زمان نگهداری که در زبان‌های سلتی قرون وسطی و مدرن مورد استفاده قرار می‌گیرند از لاتین قرض گرفته شده و تأثیر فرهنگ رومی و مسیحیت را بر کلیساهای جزیره نشان می‌دهند. واژه‌های قرض گرفته شده عبارتند از نام ماه Januarius (ایرلندی قدیمی Enáir، ایرلندی Eanáir، ویلز Ionawr), Februarius (فیرائیان قدیمی ایرلندی، ایرلندی Feabhra، ولز Chwefror)، مارتیوس (قدیمی ایرلندی مارت، ویلز مورث)، Aprilius (ایرلندی قدیمی Apréil، ایرلندی Aibreán، ولز آبریل)، مأیوس (ویلز مای)، آگوستوس (Auguist Old Irish, Welsh Awst)؛ اسامی روزهای هفته Solis, Lunae, Martis, Mercurii, Jovis, Veneris, Saturni؛ اصطلاح سپتیمای "هفته" (Breton sizun, Cornish seithun), Kalendae "اولین روز ماه" (Old Ireland callann, Calais vales, Breton kala)، زمان "tempore" (تمسس ولز)، matutina
در نئوپقانیسم
در برخی ادیان نئوپگان، یک "تقویم سلتیک" به آسانی بر اساس قرون وسطی ایرلند به منظور اهداف مراسم دیده می‌شود. پیروان سنت‌های بازسازی کننده می‌توانند جشن‌های چهار گله ای از سامحاین، ایمولک، بلاتین و لوخناساد را جشن بگیرند
برخی از Neopagansهای عجیب و غریب مانند Wiccans، جشنواره‌های آتش گائی را با استفاده از گل سرخ و جشن‌های اعتدالی به دست می‌آورند که از فرهنگ‌های غیر سلتیسی ساخته شده‌اند تا برای تولید مدرن ویلای سال نو [۱۲] بعضی از Neopagansهای عجیب و غریب نیز تحت تأثیر تقویم درخت سلتیک رابرت گریوز هستند، که در تقویم‌های تاریخی یا طالع بینی واقعی سلطنتی سلطنتی هیچ پایه ای ندارد.

## مطالعهٔ بیشتر
- Brennan, Martin, 1994. The Stones of Time: Calendars, Sundials, and Stone Chambers of Ancient Ireland. Rochester, Vermont: Inner Traditions
- Brunaux, Jean-Louis, 1986 Les Gaulois: Sanctuaires et Rites Paris: Editions Errance
- Duval, Paul-Marie, et Pinault, Georges [eds] Recueil des Inscriptions Gauloises (R.I.G.), Vol. 3: The calendars of Coligny (73 fragments) and Villards d'Heria (8 fragments)
- Delamarre, Xavier, Dictionnaire de la langue gauloise, Editions Errance 2003.
- Dictionary of the Irish language, Royal Irish Academy, 1983. Online
- Geiriadur Prifysgol Cymru, University of Wales Press, 2nd Ed. , 2002. Online
- Jackson, Kenneth Hurlstone. Language and history in early Britain, Edinburgh University press, 1953.
- Jackson, Kenneth Hurlstone. A historical phonology of Breton, Dublin Institute for Advanced Studies, 1967.
- Jenner, Henry. A Handbook of the Cornish Language, AMS Press, 1904, p. 203ff.
- Koch, John (ed.), "Calendar, Celtic", in Celtic Culture: a historical encyclopaedia, ABC-CLIO, 2006, pp. 330–332.
- Lambert, Pierre-Yves, La langue gauloise, Editions Errance, Paris, 1995, pp. 109–115.
- Loth, Joseph. Les mots latins dans les langues brittoniques, E. Bouillon, 1892.
- Matasović, Ranko. Etymological Dictionary of Proto-Celtic. Brill Academic Publishers, 2009.
- Nance, Robert Morton. A Cornish-English dictionary, Federation of Old Cornwall Societies by Worden, 1955.
- Pokorny, Julius, Indogermanisches etymologisches Wörterbuch, Bern-Munchen 1959–1969.
- Schrijver, Peter. Studies in British Celtic Historical Phonology. Rodopi, 1995.
- Vendryes, J. Lexique étymologique de l'irlandais ancien. Dublin-Paris, 1959–(still in progress).